# Elementary Penguins
Elementary Penguins (ook: The Elementary Penguins) is een Nederlandse poprock en indierock band.

## Geschiedenis
De band werd in Amsterdam opgericht nadat zanger en bassist Dale Wathey reageerde op een oproep in een supermarkt van gitarist Jan-Paul Kooistra. Kort daarna voegde drummer Maurits Huijgen zich bij de band op aanraden van Bram Kniest en Teun Hieltjes van Go Back to the Zoo die bevriend zijn met Kooistra, Huijgen was namelijk hun roadie. De naam van de band komt uit het nummer I Am the Walrus van The Beatles waarin de regel Elementary penguin singing Hari Krishna. Man, you should have seen them kicking edgar allan poe. voorkomt.
In de zomer van 2012 werd er een ep opgenomen waarvan het eerste liedje "Everybody Knows My Name Especially On The Dance Floor" in september van dat jaar uit kwam. Dit liedje belandde toevallig bij radio 3FM, die ze een week later uitriepen tot Serious Talent. De gelijknamige ep werd in het voorjaar van 2013 in eigen beheer uitgebracht.
In maart 2014 brengt de band de single "Pitch Black" uit, wat ze een platencontract oplevert bij V2 Records. In de zomer nemen ze hun debuutalbum op die wordt geproduceerd door Bram Kniest (drummer bij Go Back to the Zoo). Dit album, "Weekend Transition" genaamd kwam op 10 november uit en werd twee dagen later in Paradiso gepresenteerd.

## Discografie
| Album met eventuele hitnotering(en) in de Nederlandse Album Top 100 | Datum van verschijnen | Datum van binnenkomst | Hoogste positie | Aantal weken | Opmerkingen |
| ------------------------------------------------------------------- | --------------------- | --------------------- | --------------- | ------------ | ----------- |
| Weekend Transition                                                  | 10-11-2014            | 22-11-2014            | 88              | 1            |             |
| The Charge of the Light Brigade                                     | 10-03-2017            | ?                     | ?               |              |             |